# Hiromi Kamata
Hiromi Kamata (鎌田宏美 Kamata, Hiromi?) (Ciudad de México, 12 de febrero de 1982) es una directora y asistente de dirección mexicana-japonesa, conocida por dirigir series de televisión como Diablo Guardián (2018-2019), Dani Who? (2019) y Selena: la serie (2019). Dirigirá dos episodios para serie original de Apple TV+, Godzilla y los Titanes (2023), perteneciente al MonsterVerse.

## Inicios
Nacida en la Ciudad de México, hija de padre japonés y madre mexicana, la cual murió cuándo Kamata tenía 16 años. Su padre, un director de fotografía que solía trabajar en los estudios de Toshirō Mifune como director de fotografía llegó a México a los 26 años cuándo fue enviado por la productora para filmar un comercial del gobierno japonés en el país. Comenzó su carrera trabajando en producciones mexicanas como 7 días (2005), Bandidas (2006), Rudo y Cursi (2008) y Miss Bala (2011). Además trabajó como segunda asistente de dirección en producciones estadounidenses Vantage Point (2008) y  Sin límites (2011). 
Fue también primer asistente de dirección en las cintas Juego de niños (2012), Paraíso (2013), Mr. Pig (2016) y en Gringo: se busca vivo o muerto (2018). Debutó en la dirección en el capítulo “Eva” de la serie Niño santo en 2014, y fue también primer asistente de dirección en el 2011. Dirigió cuatro episodios de la serie de Amazon Prime Video, Diablo Guardián en el 2018 y, junto a Natalia Beristáin dirigió la serie de Netflix, Historia de un crimen: Colosio (2019). En 2022 es elegida para dirigir dos episodios de la serie original de Apple TV+ titulada Godzilla y los Titanes, prevista a estrenarse en 2023.

## Dirección
| Año       | Título                         | Número episodios |
| --------- | ------------------------------ | ---------------- |
| 2011      | Niño Santo                     | 1 episodio       |
| 2019      | Historia de un crimen: Colosio | 4 episodios      |
| 2018-2019 | Diablo Guardián                | 7 episodios      |
| 2019      | Dani Who?                      | 5 episodios      |
| 2019      | Selena: la serie               | 13 episodios     |
| 2021      | With Love                      | 1 episodio       |
| 2021      | Los enviados                   | 3 episodios      |
| 2022      | Belascorán, PI                 | 1 episodio       |
| 2022      | Let The Right One In           | 1 episodio       |
| 2023      | Shōgun                         | 1 episodio       |
| 2023      | The Horror of Dolores Roach    | 2 episodios      |
| 2023      | Godzilla y los Titanes         | 2 episodios      |

## Asistente de dirección
| Año  | Título                            | Notas                          |
| ---- | --------------------------------- | ------------------------------ |
| 2005 | Siete días                        |                                |
| 2006 | Babel                             | Asistente de producción de set |
| 2008 | Bandidas                          |                                |
| 2006 | Cobrador: In God We Trust         |                                |
| 2007 | The Air I Breathe                 |                                |
| 2007 | El viaje de la nonna              |                                |
| 2007 | Mejor es que Gabriela no se muera |                                |
| 2008 | Vantage Point                     |                                |
| 2008 | Un chihuahua de Beverly Hills     |                                |
| 2008 | Rudo y Cursi                      |                                |
| 2009 | Daniel y Ana                      |                                |
| 2011 | Sin límites                       |                                |
| 2011 | Miss Bala                         |                                |
| 2011 | La leyenda del tesoro             |                                |
| 2011 | Bacalar                           |                                |
| 2012 | Ventanas al mar                   |                                |
| 2012 | Juego de niños                    |                                |
| 2012 | La mala luz                       |                                |
| 2013 | Paraíso                           |                                |
| 2013 | Manto acuífero                    |                                |
| 2016 | Mr. Pig                           |                                |
| 2016 | The Exorcist                      |                                |
| 2017 | Vuelven                           |                                |
| 2018 | Gringo: se busca vivo o muerto    |                                |
| 2019 | Nimic                             |                                |